# Večernje novosti
Il Večernje novosti (in serbo Вечерње новости?) è un quotidiano serbo stampato a Belgrado.

## Storia
Il Novosti, come è comunemente chiamato dai lettori serbi, fu fondato il 16 ottobre 1953 durante la crisi di Trieste dall'editore Slobodan Glumac che intese impostarlo come un quotidiano che riportasse le notizie in modo «veloce, rapido e chiaro», (brzo, kratko, jasno).
Divenuto presto un quotidiano a tiratura nazionale, il giornale iniziò ad essere il più popolare mezzo di comunicazione in Jugoslavia e, dopo la morte di Tito, si caratterizzò per un'aperta propaganda a favore del presidente Slobodan Milošević.
Dopo le dimissioni di Milošević seguite ai disordini popolari del 5 ottobre 2000, il caporedattore Dušan Cukić fu sostituito dal più moderato Manojlo Vukotić per rinnovare l'immagine del Novosti allora troppo conservatrice. Il 4 febbraio 2006, il cestista Vlade Divac ha espresso l'intenzione di acquistare il giornale; anche il quotidiano tedesco Westdeutsche Allgemeine Zeitung ha manifestato l'interesse, pochi giorni dopo, di entrare nel capitale del Večernje novosti.